# Араратска равнина
Араратската равнина (на арменски: Արարատյան դաշտ; на турски: Iğdır Ovası – Ъгдърска равнина) е обширна широка и плоска равнина в централната част на Арменската планинска земя, простираща се на територията на Армения (северната ѝ част) и Турция (югоизточната ѝ част). Разположена е по средното течение на река Аракс (десен приток на Кура) между планинските масиви Арагац на север и Арарат на юг, Карското плато на северозапад, Гегамския хребет на изток и Ераноския хребет на югоизток. Дренира се от река Аракс и нейните притоци – Касах, Раздан, Ведичай (леви), Синагбаш, Карасу (десни). Дължина от запад-северозапад на изток-югоизток около 90 km, надморска височина от 850 до 1000 m. Покрита е с антропогенни и акумулативни наслаги, под които лежи Араратската синклинала. Климатът е остроконтинентален, полупустинен. Средна януарска температура от -1 °C до -6 °C, средна юлска – от 25 °C до 26,5 °C, годишна сума на валежите 250 – 300 mm. Дъждът е рядкост през лятото. През зимата валежите падат предимно като сняг. По северната ѝ периферия върху каменисти почви са се съхранили засолени полупустини. В централните ѝ части са развити сивоземлисти почви, които са разорани и са превърнати в обработваеми земи. Отглеждат се основно лозя и технически култури. Напояването е поливно, но са пробити и около 3000 дълбочинни кладенци (с дълбочина 200–250 m). Араратската равнина съставлява само 4% от територията на Армения, но дава 40% от селскостопанската продукция.
В равнината е разположена столицата на Армения Ереван и арменските градове Армавир, Мецамор, Вагаршапат, Ащарак, Абовян, Нор Ачин, Бюрегаван, Арташат и Арарат. На турска територия, във вилаета Ъгдър са разположени градовете Ъгдър, Тузлуджа и Аралък.